# Biệt Lặc Cổ Đài
Biệt Lặc Cổ Đài (tiếng Mông Cổ: Бэлгүдэй, 1161 - 1271) là con trai của Dã Tốc Cai và là người anh em cùng cha khác mẹ với Thiết Mộc Chân. Ông sau này trở thành một vị tướng dưới trướng Thành Cát Tư Hãn. Biệt Lặc Cổ Đài là một cố vấn khôn ngoan và nhà ngoại giao chuyên nghiệp, thường được Thành Cát Tư Hãn trọng dụng và cử làm sứ giả. Với sự bảo hộ của Thành Cát Tư Hãn, Biệt Lặc Cổ Đài đã giết chết đô vật người Mông Cổ Buri Boko bằng cách bẻ cổ ông ta trong một trận đấu vật. Đây là sự trả thù cho một sự việc diễn ra trước đó khi Buri Boko đã cố tình chém ông bằng một thanh kiếm. Theo truyền thuyết, Biệt Lặc Cổ Đài sống lâu một cách bất thường. Nhà sử học người Iran Rashid ad-Din tin rằng ông đã sống đến tuổi 110, trong khi Nguyên sử ghi lại rằng ông vẫn còn sống khi Mông Kha lên ngôi năm 1251, khi đó ông khoảng 90 tuổi, khiến ông trở thành một trong những người đàn ông thọ nhất trên thế giới vào thời bấy giờ. Thực tế điều đó sẽ rất khó để có thể xảy ra do tuổi thọ trung bình của con người trong giai đoạn đó thấp hơn nhiều so với thời hiện đại.

## Sơ đồ dòng họ Thiết Mộc Chân
|                 |                 |                 |                 |                 |                 |  |  | Dã Tốc Cai          | Dã Tốc Cai          | Dã Tốc Cai          | Dã Tốc Cai          | Dã Tốc Cai          | Dã Tốc Cai          |            |            |             |             |             |             |             |             |  |  | Ha Ngạch Luân | Ha Ngạch Luân | Ha Ngạch Luân | Ha Ngạch Luân | Ha Ngạch Luân | Ha Ngạch Luân |  |  |                           |                           |                           |                           |                           |                           |              |              |                                   |                                   |                                   |                                   |                                   |                                   |        |        |               |               |               |               |               |               |  |  |
|                 |                 |                 |                 |                 |                 |  |  | Dã Tốc Cai          | Dã Tốc Cai          | Dã Tốc Cai          | Dã Tốc Cai          | Dã Tốc Cai          | Dã Tốc Cai          |            |            |             |             |             |             |             |             |  |  | Ha Ngạch Luân | Ha Ngạch Luân | Ha Ngạch Luân | Ha Ngạch Luân | Ha Ngạch Luân | Ha Ngạch Luân |  |  |                           |                           |                           |                           |                           |                           |              |              |                                   |                                   |                                   |                                   |                                   |                                   |        |        |               |               |               |               |               |               |  |  |
|                 |                 |                 |                 |                 |                 |  |  |                     |                     |                     |                     |                     |                     |            |            |             |             |             |             |             |             |  |  |               |               |               |               |               |               |  |  |                           |                           |                           |                           |                           |                           |              |              |                                   |                                   |                                   |                                   |                                   |                                   |        |        |               |               |               |               |               |               |  |  |
|                 |                 |                 |                 |                 |                 |  |  |                     |                     |                     |                     |                     |                     |            |            |             |             |             |             |             |             |  |  |               |               |               |               |               |               |  |  |                           |                           |                           |                           |                           |                           |              |              |                                   |                                   |                                   |                                   |                                   |                                   |        |        |               |               |               |               |               |               |  |  |
| Biệt Lặc Cổ Đài | Biệt Lặc Cổ Đài | Biệt Lặc Cổ Đài | Biệt Lặc Cổ Đài | Biệt Lặc Cổ Đài | Biệt Lặc Cổ Đài |  |  | Biệt Khắc Thiếp Nhi | Biệt Khắc Thiếp Nhi | Biệt Khắc Thiếp Nhi | Biệt Khắc Thiếp Nhi | Biệt Khắc Thiếp Nhi | Biệt Khắc Thiếp Nhi |            |            | Cáp Tát Nhi | Cáp Tát Nhi | Cáp Tát Nhi | Cáp Tát Nhi | Cáp Tát Nhi | Cáp Tát Nhi |  |  | Hợp Xích Ôn   | Hợp Xích Ôn   | Hợp Xích Ôn   | Hợp Xích Ôn   | Hợp Xích Ôn   | Hợp Xích Ôn   |  |  | Thiết Mộc Ca Oát Xích Cân | Thiết Mộc Ca Oát Xích Cân | Thiết Mộc Ca Oát Xích Cân | Thiết Mộc Ca Oát Xích Cân | Thiết Mộc Ca Oát Xích Cân | Thiết Mộc Ca Oát Xích Cân |              |              | Thiết Mộc Chân (Thành Cát Tư Hãn) | Thiết Mộc Chân (Thành Cát Tư Hãn) | Thiết Mộc Chân (Thành Cát Tư Hãn) | Thiết Mộc Chân (Thành Cát Tư Hãn) | Thiết Mộc Chân (Thành Cát Tư Hãn) | Thiết Mộc Chân (Thành Cát Tư Hãn) |        |        | Bột Nhi Thiếp | Bột Nhi Thiếp | Bột Nhi Thiếp | Bột Nhi Thiếp | Bột Nhi Thiếp | Bột Nhi Thiếp |  |  |
| Biệt Lặc Cổ Đài | Biệt Lặc Cổ Đài | Biệt Lặc Cổ Đài | Biệt Lặc Cổ Đài | Biệt Lặc Cổ Đài | Biệt Lặc Cổ Đài |  |  | Biệt Khắc Thiếp Nhi | Biệt Khắc Thiếp Nhi | Biệt Khắc Thiếp Nhi | Biệt Khắc Thiếp Nhi | Biệt Khắc Thiếp Nhi | Biệt Khắc Thiếp Nhi |            |            | Cáp Tát Nhi | Cáp Tát Nhi | Cáp Tát Nhi | Cáp Tát Nhi | Cáp Tát Nhi | Cáp Tát Nhi |  |  | Hợp Xích Ôn   | Hợp Xích Ôn   | Hợp Xích Ôn   | Hợp Xích Ôn   | Hợp Xích Ôn   | Hợp Xích Ôn   |  |  | Thiết Mộc Ca Oát Xích Cân | Thiết Mộc Ca Oát Xích Cân | Thiết Mộc Ca Oát Xích Cân | Thiết Mộc Ca Oát Xích Cân | Thiết Mộc Ca Oát Xích Cân | Thiết Mộc Ca Oát Xích Cân |              |              | Thiết Mộc Chân (Thành Cát Tư Hãn) | Thiết Mộc Chân (Thành Cát Tư Hãn) | Thiết Mộc Chân (Thành Cát Tư Hãn) | Thiết Mộc Chân (Thành Cát Tư Hãn) | Thiết Mộc Chân (Thành Cát Tư Hãn) | Thiết Mộc Chân (Thành Cát Tư Hãn) |        |        | Bột Nhi Thiếp | Bột Nhi Thiếp | Bột Nhi Thiếp | Bột Nhi Thiếp | Bột Nhi Thiếp | Bột Nhi Thiếp |  |  |
|                 |                 |                 |                 |                 |                 |  |  |                     |                     |                     |                     |                     |                     |            |            |             |             |             |             |             |             |  |  |               |               |               |               |               |               |  |  |                           |                           |                           |                           |                           |                           |              |              |                                   |                                   |                                   |                                   |                                   |                                   |        |        |               |               |               |               |               |               |  |  |
|                 |                 |                 |                 |                 |                 |  |  |                     |                     |                     |                     |                     |                     |            |            |             |             |             |             |             |             |  |  |               |               |               |               |               |               |  |  |                           |                           |                           |                           |                           |                           |              |              |                                   |                                   |                                   |                                   |                                   |                                   |        |        |               |               |               |               |               |               |  |  |
|                 |                 |                 |                 |                 |                 |  |  |                     |                     |                     |                     |                     |                     | Truật Xích | Truật Xích | Truật Xích  | Truật Xích  | Truật Xích  | Truật Xích  |             |             |  |  | Sát Hợp Đài   | Sát Hợp Đài   | Sát Hợp Đài   | Sát Hợp Đài   | Sát Hợp Đài   | Sát Hợp Đài   |  |  |                           |                           |                           |                           | Oa Khoát Đài              | Oa Khoát Đài              | Oa Khoát Đài | Oa Khoát Đài | Oa Khoát Đài                      | Oa Khoát Đài                      |                                   |                                   |                                   |                                   | Đà Lôi | Đà Lôi | Đà Lôi        | Đà Lôi        | Đà Lôi        | Đà Lôi        |               |               |  |  |